# Sthen
Sthen (von altgriechisch σθένος sthenos, deutsch ‚Stärke, Kraft‘) ist der Name zweier historischer Einheiten der Kraft.
Im Mieschen Einheitensystem war das Sthen definiert als:
1 Sthen = 1 VAs/cm = 1 J/cm = 107 dyn = 100 N
Im späteren französischen MTS-System (ab 1919) war das Sthen (Einheitenzeichen: sn) definiert als:
1 sn = 1 t · 1 m/s² = 1000 kg · 1 m/s² = 108 dyn = 1 kN